# Реквијем за госпођу Ј.
Реквијем за госпођу Ј је српски драмски филм из 2017. године, који је по сопственом сценарију режирао Бојан Вулетић.
Филм је своју светску премијеру имао на Берлинском филмском фестивалу 13. фебруара 2017. године, а премијеру у Србији на ФЕСТ-у 4. марта 2017. године.
Филм је био српски кандидат за 90. награду Оскар у категорији дугометражни играни филм на страном језику.

## Радња
На дан смрти зеца, свог кућног љубимца Госпођа Ј (Мирјана Карановић), скромна средовечна жена, бивша административна службеница, одлучује да сахрани свог љубимца, опере судове, оде у продавницу, пронађе стари породични пиштољ, и за 5 дана, на дан када је умро њен муж, изврши самоубиство. Госпођа Ј је одлучила да оде до каменоресца Ђорђа и плати своју слику на надгробном споменику, врати позајмљену столицу комшиници са првог спрата, први пут види хипермаркет у којем ради њена старија ћерка Ана, која је не слуша и која има дечка Миланчета. Показује својој млађој ћерки Ковиљки како да се брани, има свекрву Десанку која је у депресији и даље након смрти свога сина и њеног мужа. Жели да подигне отпремнину из пропале фабрике у стечају у којој је радила и исправи словну грешку у свом имену у крштеници. Госпођа Ј је све то одлучила, али да би све то започела потребна јој је само једна оверена потврда-уверење о радном стажу за последњих 20 година, и то у земљи која управо пролази кроз транзицију и свеобухватну реформу администрације, што ће бити јако компликовано. Живети у транзицији је компликовано, а умрети још компликованије.
На крају филма на дан „убиства” петог дана, улази у стари ауто свог мужа, али се не убија у старом белом југу који је годинама возио њен супруг. Враћа се у стан, сређена и Миланче јој саопштава да је старија ћерка Ана која је са њим остала трудна, доживела побачај и изгубила бебу. Сутрадан на задушнице, одлази на гробље и види своју и мужеву надгробну плочу коју је поставио каменорезац Ђорђе, на којој је писало да је умрла и са својом сликом, коју су видели и њихови пријатељи који су били и шоку у посети. Након тога цела породица се окупља, заједно са пријатељима гостима на ручку.

## Улоге
| Глумац              | Улога     |
| ------------------- | --------- |
| Мирјана Карановић   | Госпођа Ј |
| Јована Гавриловић   | Ана       |
| Даница Недељковић   | Ковиљка   |
| Вучић Перовић       | Миланче   |
| Мира Бањац          | Десанка   |
| Борис Исаковић      | Ђорђе     |
| Срђан Тодоровић     | Луди Гаја |
| Александар Алач     | Облак     |
| Радоје Чупић        |           |
| Зинаида Дедакин     |           |
| Катарина Марковић   |           |
| Радослав Миленковић |           |
| Бора Ненић          |           |
| Радован Миљанић     | Милета    |
| Владимир Алексић    |           |
| Драгиња Вогањац     |           |

## Награде
Филм је 2017. године добио награду за најбољи сценарио на Фестивалу филмског сценарија у Врњачкој Бањи.
“Реквијем за госпођу Ј.” најбољи је домаћи филм 2017. године по избору српске секције међународне федерације филмских критичара ФИПРЕСЦИ.
Филм "Реквијем за госпођу Ј" добио је четири награде ФЕСТ-а у селекцији "Српски филм" - за најбољи филм, сценарио, режију и најбољу женску улогу.
"Реквијем за госпођу Ј" проглашен је најбољим филмом 17. "goEast" фестивала, посвећеног остварењима из централне и источне Европе у Висбадену.